# Mercury Lynx
Der Mercury Lynx war ein von 1981 bis 1987 vom US-amerikanischen, zum Ford-Konzern gehörenden Automobilhersteller Mercury gebautes Modell der unteren Mittelklasse.
Der Lynx löste den Mercury Bobcat ab; sein Nachfolger war der Mercury Tracer. Wichtigste Konkurrenten waren Chevrolet Chevette, Dodge Omni und Plymouth Horizon. Die Coupé-Version des Lynx trug den Namen Mercury LN7.

## Modellgeschichte
Anfang 1981 präsentierte Mercury den neuen Lynx, das weitgehend baugleiche Parallelmodell des Ford Escort. Wie dieser wurde der Lynx als drei- und (ab 1982) fünftürige Schrägheck-Limousine und als fünftüriger Kombi angeboten. Vom Escort unterschied sich der Lynx in erster Linie durch einen geänderten Kühlergrill. Das Modellprogramm gliederte sich anfangs in Basis, L, GL, GS und den sportlich aufgemachten RS. Den Antrieb übernahm ein 1,6 Liter großer Vierzylinder mit 66 PS (48,5 kW), gepaart mit einem Viergang-Schaltgetriebe oder einer Dreigang-Automatik. Im Frühjahr 1982 kam eine  stärkere Variante des Vierzylinders hinzu, die 81 PS (59,5 kW) leistete, während man dem Basistriebwerk nun 71 PS (52 kW) entlockte. 1983 führte Mercury eine Einspritzversion des 1,6-Liters ein (89 PS/65 kW). Ab 1984 waren zudem ein Zweiliter-Dieselmotor (53 PS/39 kW), ein 1,6-Liter mit Turbolader (122 PS/90 kW) und ein Fünfganggetriebe erhältlich; als neues Spitzenmodell fungierte der nur fünftürig lieferbare Lynx LTS.
Anfang 1985 wurde das Modellangebot gestrafft, im Frühjahr debütierte zudem der Jahrgang 1985½ des überarbeiteten Lynx und 1,9-Liter-Vierzylinder (87–109 PS/64–80 kW), wobei der Turbo entfiel und der Diesel unverändert angeboten wurde. 1987 erhielten alle 1,9-Liter-Motoren eine Benzineinspritzung und leisteten 91/117 PS (67–86 kW), ansonsten wurden nur Details geändert.

Bis zum Auslaufen der Lynx-Produktion im Jahr 1987 wurden insgesamt knapp 600.000 Exemplare hergestellt.

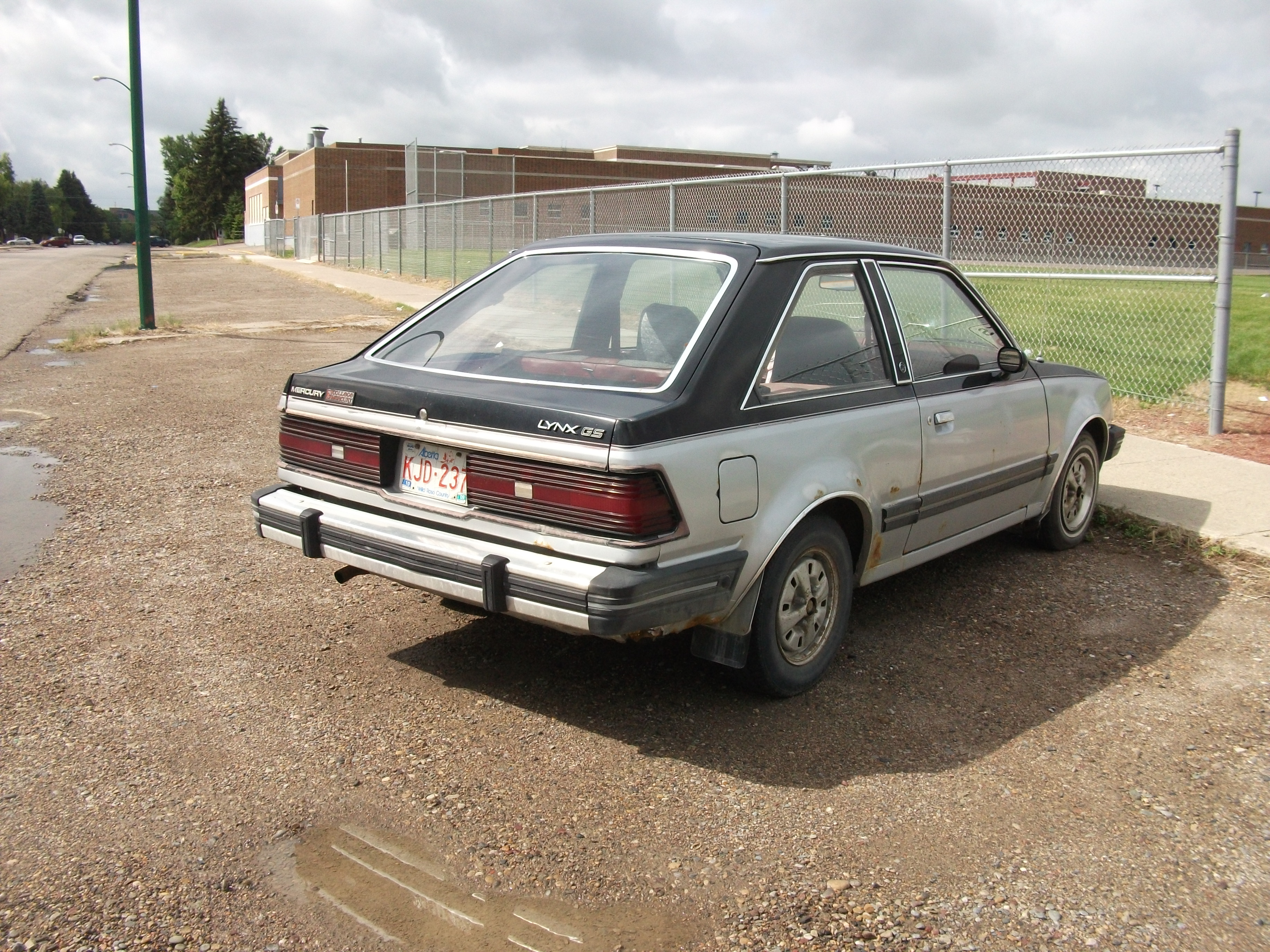
Heckansicht (1981–1985, dreitürig)
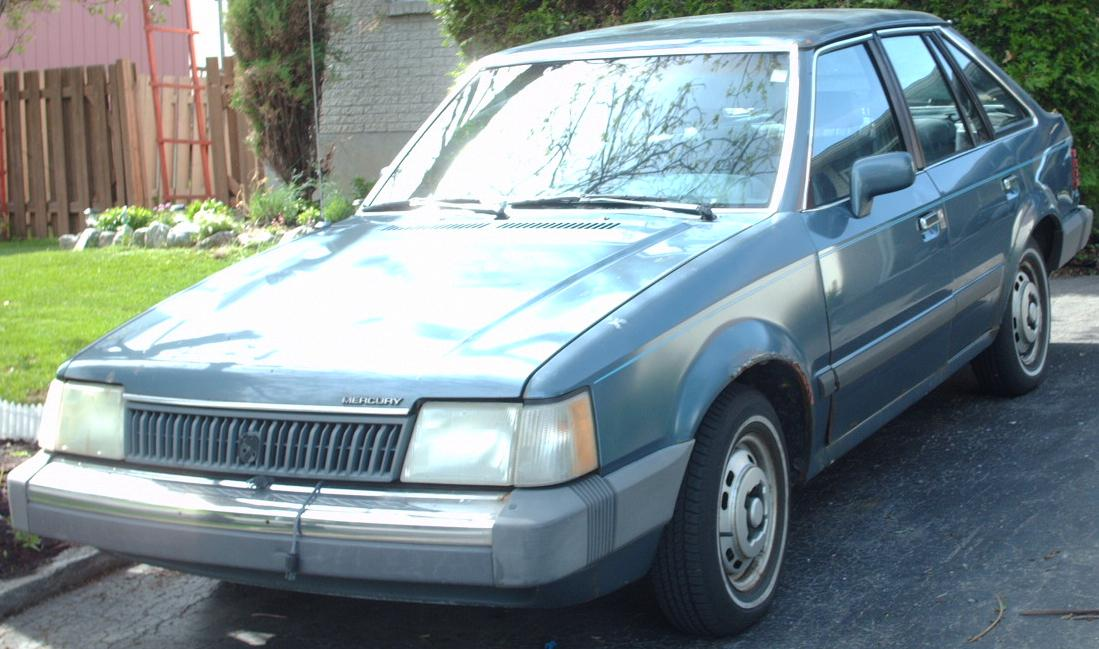
Mercury Lynx (1985–1987)
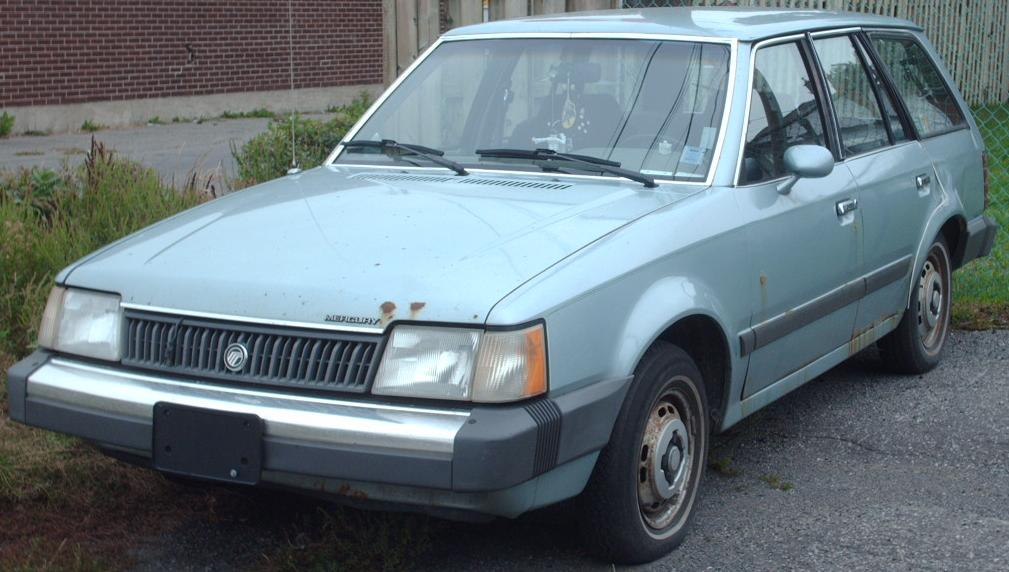
Mercury Lynx Wagon